# Annie Ernauxová
Annie Ernauxová (* 1. září 1940 Lillebonne) je francouzská spisovatelka a učitelka literatury. Její literární dílo je silně autobiografické a má blízko k sociologickému pohledu na svět. Roku 2022 jí byla udělena Nobelova cena za literaturu „za odvahu a pronikavost, s níž odhaluje kořeny, odcizení a překážky lidské paměti“.

## Život
Annie Ernauxová, rozená Duchesne, se narodila v roce 1940 v Lillebonne v departmentu Seine-Maritime v Normandii. O několik let později se její rodiče, drobní obchodníci, přestěhovali do Yvetotu, kde měli kavárnu a obchod s potravinami v dělnické čtvrti města. V Yvetot také studovala na soukromé katolické střední škole, kde se setkala s dívkami ze střední třídy, které jí dávaly najevo, že na rozdíl od nich pochází z dělnického prostředí.
Roku 1964 se provdala za Philippa Ernauxe, s nímž má dva syny. Na univerzitě v Rouenu a na univerzitě v Bordeaux získala kvalifikaci učitele a vyučovala francouzštinu na několika středních školách. Roku 1971 získala vysokoškolskou kvalifikaci pro moderní literaturu. V roce 1975 se s rodinou přestěhovala do nově vznikajícího města Cergy-Pontoise v Île-de-France poblíž Paříže a roku 1977 nastoupila do Národního centra pro distanční vzdělávání CNED (Centre national d'enseignement à distance). V 70. letech byla rovněž aktivní ve feministickém hnutí a psala články s politickým pozadím do Le Monde. Po rozvodu na počátku 80. let zůstala ve svém domě v Cergy-Pontoise, kde žije dodnes. V roce 2000 odešla z učitelského postu a již se zcela věnuje psaní.

## Dílo
Jako spisovatelka se prosadila již v 70. a 80. letech 20. století jako představitelka proudu tzv. ženské literatury. K jejím tématům patří potrat, osamělost a deziluze způsobené milostnými zkušenostmi, monotónnost manželství žitého ve stereotypu dokonalé ženy v domácnosti nebo sexuální témata spojená s příslušností k ženskému pohlaví. Její další díla integrují řadu různých žánrů a motivů: narativní prózu, deník, etnografii, sociologii a autobiografii nebo vyprávění autentických příběhů menšin. Odklon od tradičních kategorií literatury je prvkem, který nejvíce konotuje její dílo v inovativním smyslu.
Dalším originálním prvkem jejích děl je spojení literatury a sociologie. Osobní zkušenost je popisována jako sociální produkt, a proto jsou epizody z jejího života vyprávěny s objektivním odstupem bez příkras, emocí a výkladů. Opakujícím se motivem je motiv zrady, kterou vypravěčka pociťuje za to, že díky vzdělání opustila ovládanou dělnickou třídu a přidala se k třídě vládnoucí. Příběhy ze života autorčiných rodičů, od nichž se stále více vzdaluje, se soustřeďují především na podmínky materiální a kulturní chudoby, kterou zažívají oni sami i jejich vlastní předkové.

## Výběrová bibliografie

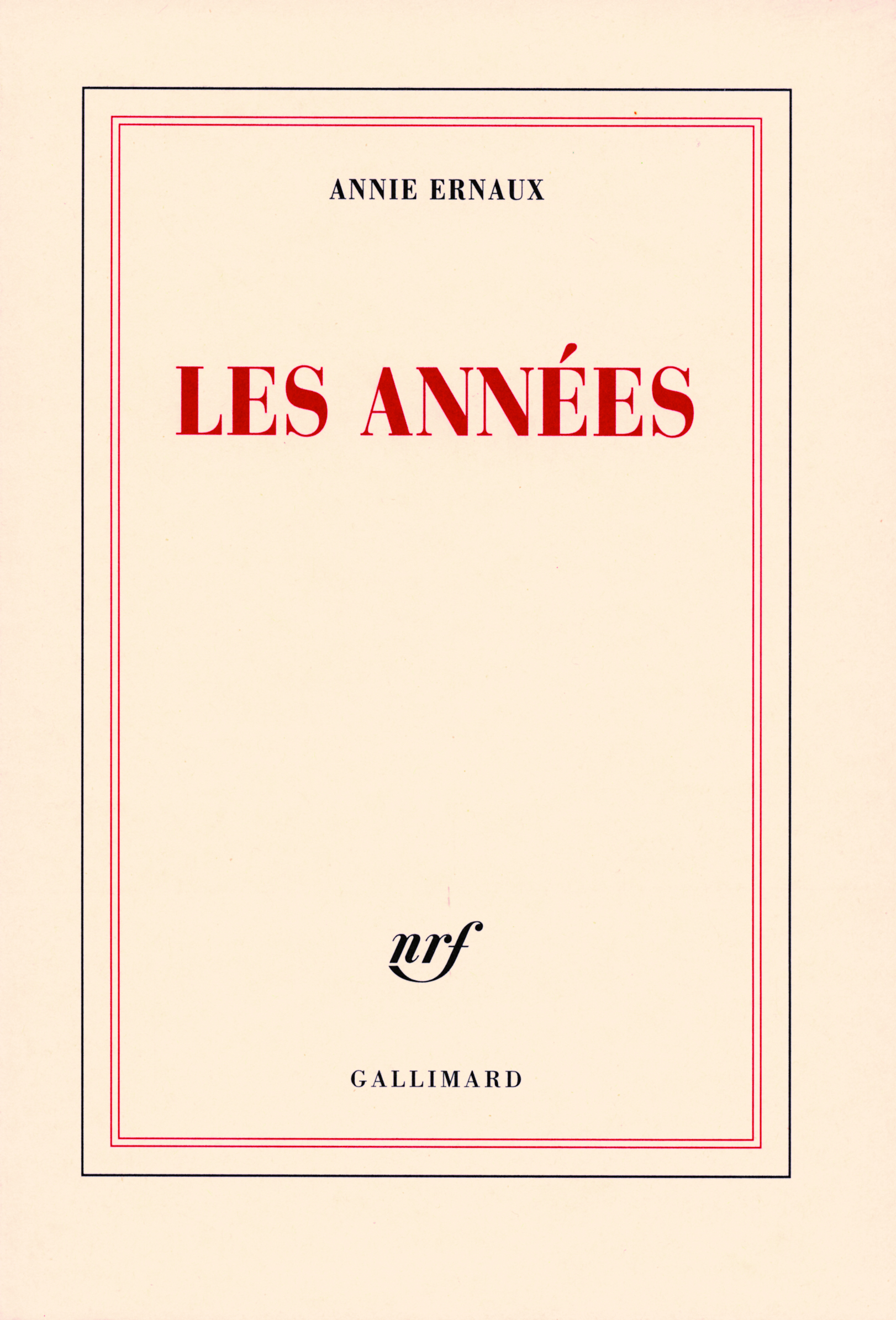
Obálka prvního vydání autorčiny knihy Les Années (2008)

- Les Armoires vides (1974, Prázdné skříně), autobiografický román.
- Ce qu'ils disent ou rien (1977, Co říkají, nebo nic), autobiografický román.
- La Femme gelée (1981, Ochromenná žena), autobiografický román odehrávající se při čekání na potrat v roce 1964.
- La Place (1984; Místo, česky 1995), autobiografický příběh zaměřený na autorčin vztah s otcem a na její zážitky z mládí na malém městě ve Francii. Příběh začíná smrtí jejího otce, pak následují vzpomínky na jeho život.
- Une Femme (1987; Obyčejná žena, česky 1995), román popisující konvenční život ženy 60. let, která v domácnosti celý den připravuje jídlo a dělá domácí práce, protože je přesvědčena, že role, kterou jí přiděluje její pohlaví, je sloužit rodině a manželovi. Zároveň v něm autorka vzpomíná na smrt své matky a na její život.
- Passion simple (1991, Prostá vášeň), autobiografický román, který líčí vášeň mezi hrdinkou a ženatým mužem, zahraničním obchodníkem z východní Evropy.
- Journal du dehors (1993, Deník zvenčí).
- La Honte (1997, Hanba).
- Je ne suis pas sortie de ma nuit (1997, Nevyšla jsem ze své noci), příběh autorčiny matky, které byla diagnostikována Alzheimerova choroba.
- La Vie extérieure (2000, Vnější život).
- L'Événement (2000; Událost, česky 2023), příběh nelegálního potratu mladé studentky.
- Se perdre (2001), převážná část knihy se skládá z deníkových záznamů z let 1988 až 1990.
- L'Occupation (2002, Okupace), propracovaná studie patologické žárlivosti.
- L'Usage de la photo (2005, Užití fotografie), spoluautor Marc Marie, zkoumání vztahu mezi psaním a fotografickou reprezentací minulosti.
- Les Années (2008; Roky, česky 2022), autobiografie, považovaná za autorčino vrcholné dílo[2], zachycuje sociální a kulturní dějiny Francie od jejího narození roku 1940 až ro roku 2007. Dílo osciluje mezi popisy autorčiných fotografií pořízených v letech 1941 až 2007, a obrazem doby, kdy tyto fotografie vznikly, prostřednictvím vzpomínek, které se jí vryly do mysli.
- L'Autre fille (2011, Jiná dcera), autorčin dopis sestře, která zemřela na záškrt dva roky před autorčiným narozením.
- L'Atelier noir (2011).
- Écrire la vie (2011).
- Retour à Yvetot (2013, Návrat do Yvetotu), popis vztahů autorky k významným místům jejího života.
- Regarde les lumières mon amour (2014, Podívej se na světla, má lásko), v díle autorka vypráví o životě v supermarketech. Zejména poskytuje jasnou a hlubokou analýzu konzumní společnosti a různých společenských vrstev, jak se odrážejí v obchodu a ve vztazích lidí klasifikovaných podle jejich příjmu a jejich sociálního původu.
- Mémoire de fille (2016; Paměť dívky, česky 2023), autorka vzpomíná na svou první noc s mužem a konfrontuje tyto vzpomínky s pohledem ženy, kterou se stala.
- Hôtel Casanova (2020).
- Le jeune homme (2022; Mladík, česky 2023).

## Ocenění
Annie Ernauxová získala za svá díla řadu ocenění:
- 1977 Prix d'Honneur za román Ce qu'ils disent ou rien[8]
- 1984 Renaudotova cena za knihu Místo.[8]
- 1984 Prix Maillé-Latour-Landry de l'Académie française za knihu Místo.[9]
- 2008 Cena Marquerite Durasové (Prix Marguerite Duras) za knihu Les Années.[10]
- 2008 Cena Françoise Mauriaca (Prix François Mauriac) za knihu Les Années.[11]
- 2008 Prix de la langue française za celoživotní dílo.[12]
- 2014 Čestný doktorát (Doctor honoris causa) na Univerzitě Cergy-Pontoise.[13]
- 2015 Premio Strega Europeo za knihu Les Années.[14]
- 2017 Cena Marguerite Yourcenarové (Prix Marguerite Yourcenar) za celoživotní dílo.[15]
- 2018 Premio Hemingway za celoživotní dílo.[16]
- 2019 Cena Gregora von Rezzoriho (Premio Gregor von Rezzori) za román Obyčená žena.[17]
- 2019 Premio Formentor za celoživotní dílo.[18]
- 2019 Mezinárodní Man Bookerova cena za knihu Les Années.[19]
- 2021 člen Královské literární společnosti[20]
- 2022 Nobelova cena za literaturu[2]

## Filmové adaptace
- L'Autre (2008, Ta druhá), francouzský film podle knihy L'Occupation, režie Patrick-Mario Bernard a Pierre Trividic.
- Gli anni (2018, Roky), italsko-francouzský krátký dokumentární film podle knihy Les Années.
- Passion simple (2020, Prostá vášeň; festivalový název Prostě vášeň), francouzský film, režie Danielle Arbid.
- L'événement (2021, Událost), francouzský film, režie Audrey Diwanová.
- Les années Super-8 (2022), dokumentární film, režie Annie Ernauxová.[21]

## Česká vydání
- Místo; Obyčejná žena. Přeložila Anna Kareninová. Praha: EWA 1995. ISBN 80-85764-14-8.
- Roky. Přeložil Tomáš Havel. Brno: Host 2022. ISBN 978-80-275-1102-0.
- Mladík; Událost. Přeložil Tomáš Havel. Brno: Host, 2023. ISBN 978-80-275-1688-9.
- Paměť dívky. Přeložil Tomáš Havel. Brno: Host, 2023. ISBN 978-80-275-1687-2.